# Élections constituantes de 1946 dans les Alpes-Maritimes
 (août 2022).
Si vous disposez d'ouvrages ou d'articles de référence ou si vous connaissez des sites web de qualité traitant du thème abordé ici, merci de compléter l'article en donnant les références utiles à sa vérifiabilité et en les liant à la section « Notes et références ».
Les élections constituantes françaises de 1946 se déroulent le 2 juin.

## Mode de scrutin
Les députés sont élus selon le système de représentation proportionnelle suivant la règle de la plus forte moyenne dans le département, sans panachage ni vote préférentiel. 
Il y a 586 sièges à pourvoir.
Dans le département de les Alpes-Maritimes, cinq députés sont à élire.

## Élus
Les cinq députés élus sont : 
| Identité        | Parti   |
| --------------- | ------- |
| Virgile Barel   | PCF     |
| Henri Pourtalet | PCF     |
| Alex Roubert    | SFIO    |
| Émile Hugues    | Rad-soc |
| Jean Médecin    | UDSR    |

## Résultats

### Résultats à l'échelle du département
| Parti    | Parti    | Tête de liste | Résultats | Résultats | Sièges | Sièges |
| Parti    | Parti    | Tête de liste | Voix      | %         | Sièges | Sièges |
| -------- | -------- | ------------- | --------- | --------- | ------ | ------ |
|          | RGR-UDSR | Jean Médecin  | 83 299    | 42,42     | 2      |        |
|          | PCF      | Virgile Barel | 74 260    | 37,82     | 2      |        |
|          | SFIO     | Alex Roubert  | 38 802    | 19,76     | 1      |        |
|          |          |               |           |           |        |        |
| Inscrits | Inscrits | Inscrits      | 237 519   |           | 5      |        |
| Votants  | Votants  | Votants       | 199 789   | 84,12     |        |        |
| Exprimés | Exprimés | Exprimés      | 196 361   | 98,28     |        |        |